# Jehanamed Castedo
Jehanamed Castedo Silva (Cobija, 4 de abril de 1990) es un futbolista boliviano. Juega como delantero.

## Clubes
| Club                   | País    | Año         |
| ---------------------- | ------- | ----------- |
| Real Mamoré            | Bolivia | 2008        |
| Jorge Wilstermann      | Bolivia | 2009        |
| Bolivar                | Bolivia | 2010        |
| Real Mamoré            | Bolivia | 2011        |
| Universitario de Sucre | Bolivia | 2012        |
| Vaca Díez              | Bolivia | 2013        |
| Universitario de Pando | Bolivia | 2014 - 2015 |
| Mariscal Sucre         | Bolivia | 2016        |
| Ramiro Castillo        | Bolivia | 2017        |
| Joyas Sport            | Bolivia | 2018 - 2019 |

## Palmarés

### Títulos nacionales
| Título             | Club                   | País    | Año     |
| ------------------ | ---------------------- | ------- | ------- |
| Copa Simón Bolívar | Universitario de Pando | Bolivia | 2013/14 |